# Digama
Digama là một chi bướm đêm thuộc họ Erebidae, though it và related genera were formerly placed ở Arctiidae.

## Các loài
- Digama abietis Leech, 1889
- Digama africana Swinhoe, 1907
- Digama aganais Felder, 1874
- Digama budonga Bethume-Baker, 1913
- Digama burmana Hampson, 1892
- Digama costimacula Swinhoe, 1907
- Digama culta Hübner, 1825
- Digama daressalamica Strand, 1911
- Digama fasciata Butler, 1877
- Digama hearseyana Moore, 1859
- Digama insulana Felder, 1868
- Digama lithosioides Swinhoe, 1907
- Digama malgassica Toulgoët, 1954
- Digama marchalii Guerin, 1843
- Digama marmorea Butler, 1877
- Digama meridionalis Swinhoe, 1907
- Digama nepheloptera Hampson, 1910
- Digama ostentata Distant, 1899
- Digama pandaensis Romieux, 1935
- Digama plicata Pinhey, 1952
- Digama rileyi Kiriakoff, 1958
- Digama sagittata Gaede, 1926
- Digama septempuncta Hampson, 1910
- Digama serratula Talbot, 1932
- Digama sinuosa Hampson, 1905
- Digama spilleri Bethune-Baker, 1908
- Digama spilosoma Felder, 1874
- Digama spilosomoides Walker, 1865
- Digama strabonis Hampson, 1910

Digama elongata Swinhoe, 1907 is now Galtara elongata.